# Condimento

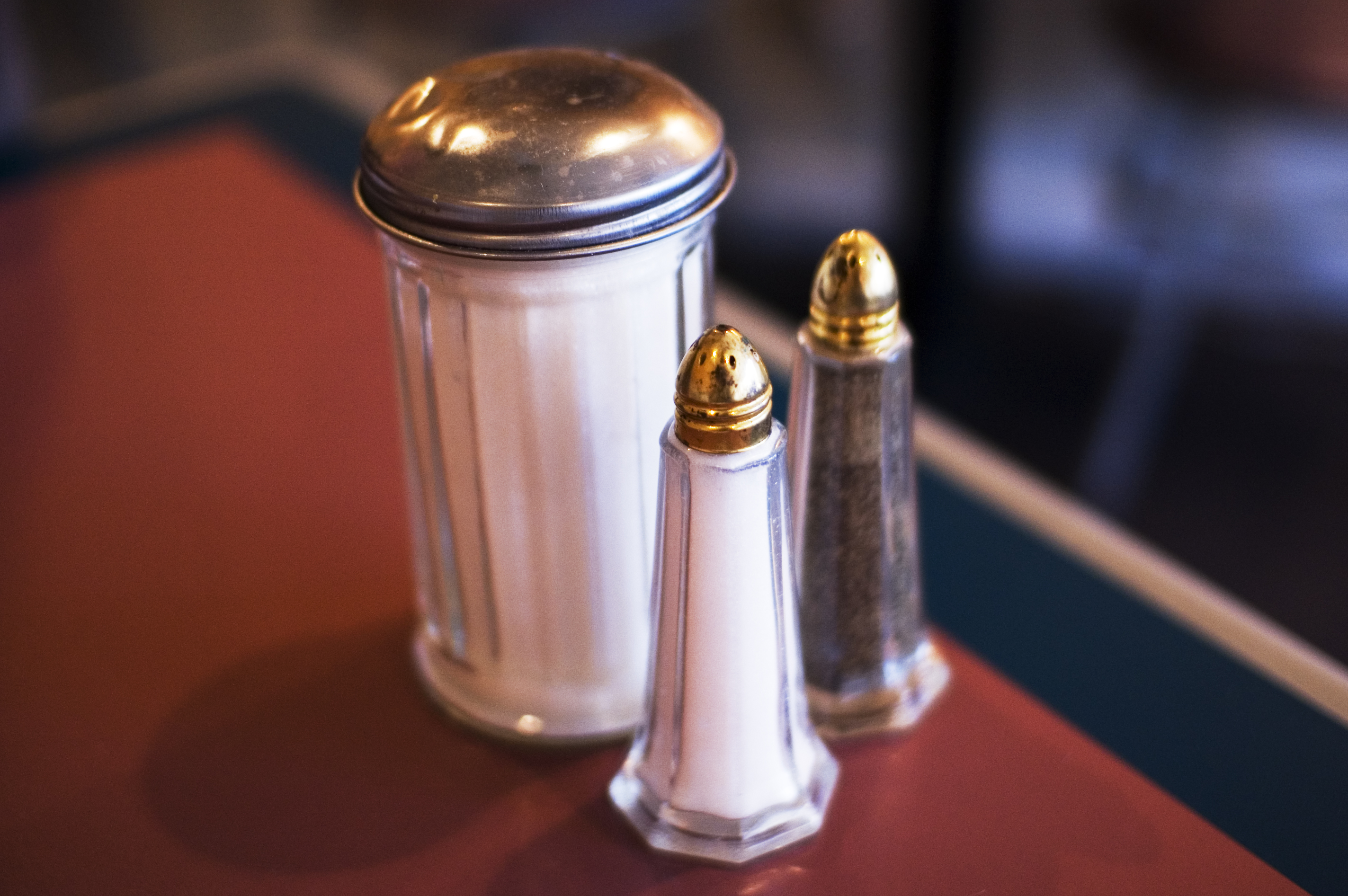
Sal, pimenta e açúcar são comumente colocados em mesas de restaurantes no ocidente.

Condimento ou tempero é uma substância (erva, legume, especiaria, sal, pimenta, colorau etc.) que é acrescentada a um alimento (antes, durante ou após o seu preparo ou na sua degustação), para emprestar-lhe sabor, aroma, cor ou realçar o seu paladar.
A utilização dos condimentos é muito variável, ou seja, vão ao encontro dos hábitos e tradições das regiões. A maioria destes ingredientes tem como origem as regiões do Oriente, Europa e Américas.
A princípio, o sal de cozinha e as ervas e especiarias foram e ainda são, utilizadas para conservar os alimentos.

## Definição
A exata definição de o que é ou não um condimento varia. Algumas definições incluem especiarias e ervas, incluindo sal e pimenta, usando o termo intercambiavelmente com tempero. Outros restrigem a definição para incluir somente "compostos alimentares preparados, contendo uma ou mais especiarias", que podem ser adicionados à comida após o processo de cozimento, como mostarda, ketchup ou molho de menta. Queijo também é considerado um condimento em alguns países europeus. [carece de fontes?]